# Hans Schatzmann (Jurist)

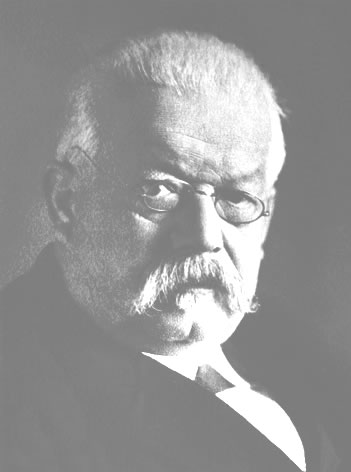
Hans Schatzmann

Hans Schatzmann (* 24. Januar 1849 in Windisch; † 11. Juli 1923 in Bern; heimatberechtigt in Windisch) war ein Schweizer Richter und Jurist. Von 1910 bis 1918 war er Bundeskanzler.

## Biografie

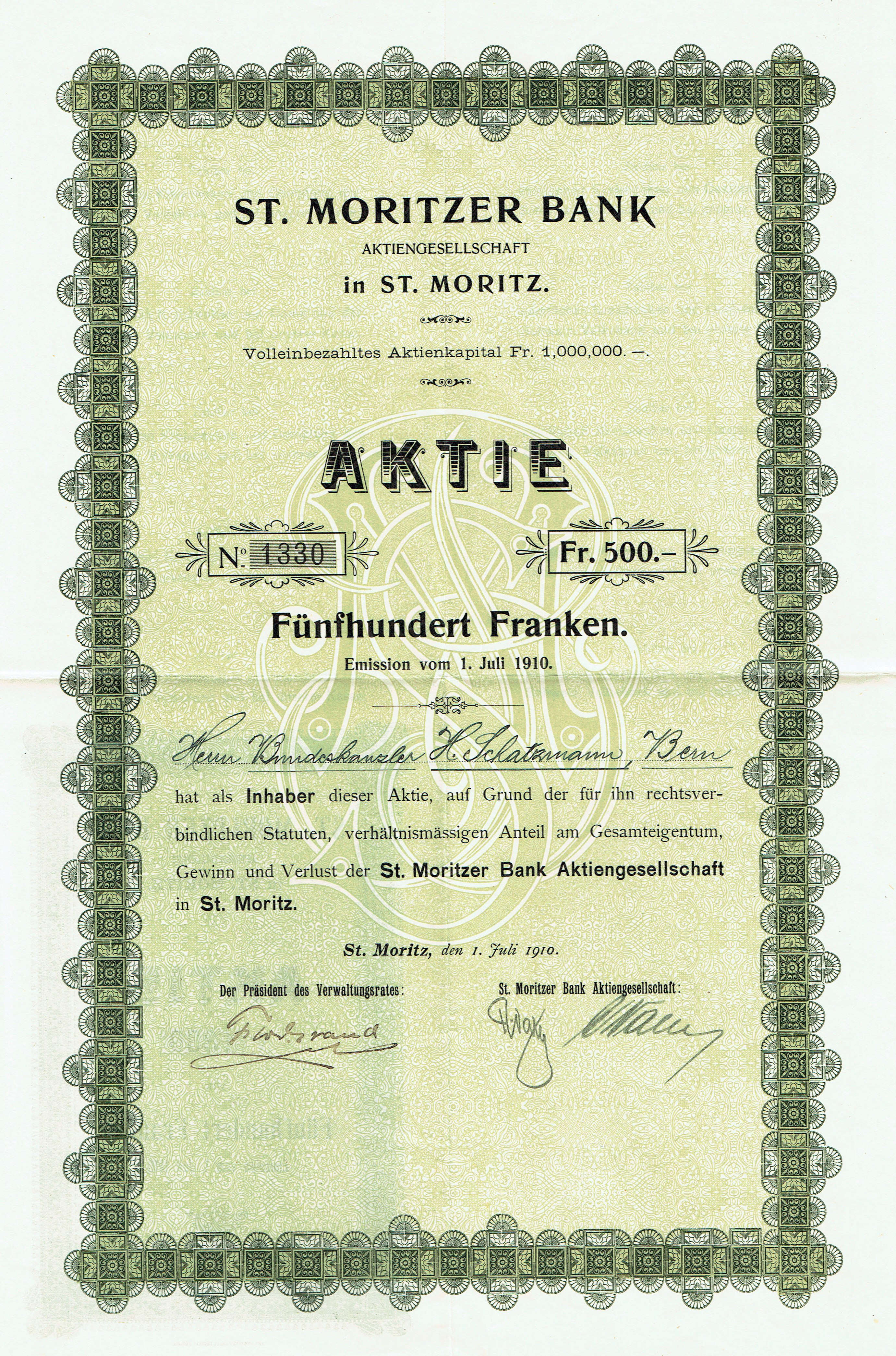
Aktie der St. Moritzer Bank vom 1. Juli 1910; ausgestellt auf Bundeskanzler Hans Schatzmann

Schatzmann absolvierte die Bezirksschule in Brugg und die Kantonsschule in Aarau. Anschliessend studierte er Recht an den Universitäten Zürich, Heidelberg, München und Berlin. Nachdem er 1871 das Rechtsanwaltspatent erhalten hatte, führte er eine Kanzlei, zunächst in Brugg und später in Lenzburg. 1874 ernannte ihn die Kantonsregierung zum Gerichtsschreiber in Aarau, wo er ein Jahr später das Präsidium des Bezirksgerichts übernahm.
1879 trat Schatzmann als Bürochef und Sekretär in die Bundeskanzlei ein. Der Bundesrat wählte ihn 1881 zum Vizekanzler. Mehrere Male musste er Bundeskanzler Gottlieb Ringier während längerer Krankheits- und Kurabwesenheiten vertreten. Nach fast drei Jahrzehnten im Amt trat Schatzmann 1909 schliesslich Ringiers Nachfolge an. 1914 schloss er eine umfassende Reorganisation der Bundesverwaltung ab; ausserdem setzte sich dafür ein, dass das Bundesblatt auch in italienischer Sprache veröffentlicht wurde. Ende 1918 trat er zurück und starb fünf Jahre später an einem Schlaganfall.